# الدين في أرمينيا
اعتبارًا من عام 2011، فإن معظم الأرمن في أرمينيا هم من المسيحيين (97٪) وهم أعضاء في الكنيسة الرسولية الأرمنية، وهي واحدة من أقدم الكنائس المسيحية. تأسست في القرن الأول الميلادي، وفي عام 301 م أصبحت أول فرع من المسيحية يصبح دينًا للدولة.

## التركيبة السكانية
حوالي 98.1٪ من سكان البلاد هم من أصل أرمني، والغالبية العظمى منهم ينتمون إلى الكنيسة الرسولية الأرمنية.
وفقًا لمسح أجراه مركز بيو للأبحاث، فإن 51٪ من البالغين في أرمينيا متدينون للغاية، وصنف المسح أرمينيا كثاني أكثر دولة متدينة من بين 34 دولة أوروبية، بعد رومانيا. أفاد 79٪ من الأرمن الذين شملهم الاستطلاع أنهم يؤمنون بالله بيقين مطلق، ويعتبر 53٪ الدين مهمًا جدًا في حياتهم.

## التوزيع الجغرافي
يتركز اليزيديون في المقام الأول في المناطق الزراعية حول جبل أراغاتس، شمال غرب يريفان. وهم يعيشون في 19 قرية في مقاطعة أراغاتسوتن، وقريتين في مقاطعة أرمافير، وقرية واحدة في مقاطعة أرارات.
يعيش الأرمن الكاثوليك بشكل رئيسي في المنطقة الشمالية، في سبع قرى في مقاطعة شيراك وست قرى في مقاطعة لوري.
يعيش المولوكانيون في 10 قرى في مقاطعة لوري، وقريتين في مقاطعة شيراك، وقريتين في مقاطعة جيغاركونيك.
يقيم معظم اليهود والمورمون وأتباع الديانة البهائية والمسيحيين الأرثوذكس الشرقيين والمسيحيين الكاثوليك اللاتينيين في العاصمة يريفان، التي اجتذبت مجموعة أكبر من الشعوب. كما يوجد في يريفان مجتمع صغير من المسلمين، بما في ذلك الأكراد العرقيين والإيرانيين والمقيمين المؤقتين من الشرق الأوسط. وتنشط الجماعات التبشيرية الأجنبية في البلاد.

## حرية الدين
ينص الدستور المعدل في عام 2005 على حرية الدين والحق في ممارسة أو اختيار أو تغيير المعتقد الديني. ويعترف بالمهمة الحصرية للكنيسة الأرمنية ككنيسة وطنية في الحياة الروحية، وتنمية الثقافة الوطنية، والحفاظ على الهوية الوطنية لشعب أرمينيا. ويضع القانون بعض القيود على الحرية الدينية للجماعات الدينية الأخرى غير الكنيسة الأرمنية. وينص قانون حرية الضمير على فصل الكنيسة عن الدولة ولكنه يمنح الكنيسة الأرمنية وضعًا رسميًا باعتبارها الكنيسة الوطنية.

### الأديان الأرمنية التقليدية

#### الكنيسة الرسولية الأرمنية
وفقًا للتقاليد، ظهرت المسيحية لأول مرة في هذه المنطقة من قبل الرسولين برثولماوس وتداوس في القرن الأول الميلادي. أصبحت أرمينيا أول دولة تؤسس المسيحية كدين للدولة عندما أقنع القديس غريغوريوس المنور تيريداتس الثالث، ملك أرمينيا، بالتحول إلى المسيحية في حدث يرجع تاريخه تقليديًا إلى عام 301 م. قبل ذلك، كانت الوثنية الأرمنية هي الديانة السائدة.
الكنيسة الرسولية الأرمنية هي الكنيسة الوطنية للشعب الأرمني. وهي جزء من طائفة مسيحية شرقية في شركة مع الكنائس الأرثوذكسية الشرقية الأخرى، وهي واحدة من أقدم المؤسسات المسيحية. وينظر إليها الكثيرون على أنها الوصي على الهوية الوطنية الأرمنية. بخلاف دورها كمؤسسة دينية، كانت الكنيسة الرسولية ترى تقليديًا باعتبارها النواة الأساسية في تطوير الهوية الوطنية الأرمنية كشعب الله المختار الفريد.

#### الهيتانية
الهيتانية (Հեթանոսություն، Hetanosutyun) هي حركة وثنية جديدة في أرمينيا. يطلق أتباعها على أنفسهم اسم الهيتانيين (Hetanos հեթանոս، المصطلح التوراتي الأرمني القديم المقتبس من اليونانية ἐθνικός غير اليهود). تعود أصول الحركة إلى عمل الفيلسوف السياسي والثوري غاريجين نزده في أوائل القرن العشرين وعقيدته في التسيغاكرون (التجديد من خلال الدين الوطني). في عام 1991، تم تأسيسها من قبل عالم الأرمن سلاك كاكوسيان في نظام أبناء آري (Arordineri Ukht). ترتبط الحركة ارتباطًا وثيقًا بالقومية الأرمنية. تجد بعض الدعم من الأحزاب السياسية القومية في أرمينيا، وخاصة الحزب الجمهوري الأرمني واتحاد الآريين الأرمن.

### المسيحيون الآخرون والأديان الأخرى
الطوائف المسيحية الأخرى

#### الكنيسة الكاثوليكية
تنقسم الكنيسة الكاثوليكية في أرمينيا بين رعايا الكنيسة اللاتينية (الخاضعة للإدارة الرسولية في القوقاز) ورعايا الكنيسة الكاثوليكية الأرمنية. أحصى تعداد عام 2011 13996 كاثوليكيًا.

#### البروتستانتية
منذ نهاية الاتحاد السوفييتي، كان المبشرون البروتستانت الأمريكيون يقومون بالتبشير في البلاد. أحصى تعداد عام 2011  29280 إنجيليًا (1٪ من السكان) و 773 بروتستانتيًا آخر.

#### الأرثوذكسية الشرقية
وفقًا لتعداد عام 2011، يوجد 7587 من أتباع الأرثوذكسية الشرقية في أرمينيا، معظمهم من الروس والأوكرانيين والجورجيين واليونانيين. يتركز المجتمع الأرثوذكسي الروسي حول كنيسة شفاعة والدة الإله المقدسة في يريفان، والتي كرست في عام 1912.

#### المولوكانيون
المولوكانيون، وهي جماعة دينية روسية ترفض التسلسل الهرمي للكنيسة وبعض الممارسات الأرثوذكسية الروسية، لها وجود في أرمينيا يعود تاريخه إلى أوائل القرن التاسع عشر. يتمتع المولوكانيون الأرمن بمعدلات زواج مختلط منخفضة، ويتلقون تعليمهم عمومًا في المدارس باللغة الروسية؛ معظمهم يجيدون اللغتين الروسية والأرمنية. يحافظ المولوكان على هوية طائفية، وتستمر قرى المولوكان الريفية في نمط الحياة التقليدي. أحصى تعداد الأرمن لعام 2011 2874 من المولوكان وأحصى تعداد عام 2022 2000 من المولوكان.
في عام 1802، أمر ألكسندر الأول بنقل أتباع الطوائف الدينية إلى المناطق الجنوبية من الإمبراطورية الروسية؛ وجرى اختيار المناطق الأرمنية مثل لوري وبحيرة سيفان وديليجان وزانجيزور للمستوطنات الروسية الجديدة. حدثت هجرة جماعية للمولوكانيين (وكذلك دوخوبور وخليست وسكوبتسي) إلى القوقاز في ثلاثينيات القرن التاسع عشر، عندما ركز نيكولاس الأول جهوده على إعادة التوطين، وخاصة في أرمينيا. تشمل مستوطنات المولوكانيين في القرن التاسع عشر قرى فورونتسوفكا ونيكيتينو وفوسكريسينوفكا وبريفولنوي وإيلينوفكا وسيمينوفكا وناديزدينو وميخائيلوفكا.
أيد المولوكانيون في أرمينيا تأسيس الاتحاد السوفييتي، وكانوا نشطين في الحركة الثورية. تسببت سياسة نزع الملكية السوفييتية في عشرينيات القرن العشرين في استياء بين المولوكانيين، وأراد بعضهم الهجرة إلى روسيا أو بلاد فارس؛ وفي النهاية اختار معظمهم البقاء في أرمينيا السوفييتية. وبدءًا من ثلاثينيات القرن العشرين، هاجر المولوكانيون بأعداد كبيرة إلى المدن بسبب تجميع الأراضي الريفية.